# Tournoi de tennis de La Bisbal
Le tournoi de tennis de La Bisbal est un tournoi de tennis féminin du circuit professionnel WTA qui se joue sur terre battue en extérieur.
Épreuve du calendrier ITF depuis 2016 avec une dotation de 10 000 $, le tournoi n'a cessé de prendre de l'ampleur pour offrir une prime globale de 100 000 $ en 2022, soit le plus haut niveau du circuit ITF féminin. L'année suivante, il est promu en catégorie WTA 125. L'épreuve est placée dans le calendrier féminin après le tournoi de Roland-Garros. Le tournoi se déroule à La Bisbal d'Empordà dans la province de Gérone en Catalogne (Espagne).

## Palmarès

### Simple (ITF)
| Année | Dotation    | Vainqueure                                          | Finaliste                                           | Score                                               |
| ----- | ----------- | --------------------------------------------------- | --------------------------------------------------- | --------------------------------------------------- |
| 2016  | 10 000 $    | Renata Zarazúa                                      | Irene Burillo Escorihuela                           | 63-7, 6-1, 6-4                                      |
| 2017  | 25 000 $    | Georgina García Pérez                               | Estrella Cabeza-Candela                             | 6-2, 0-6, 6-4                                       |
| 2018  | 25 000 $+H  | Kathinka von Deichmann                              | Sara Sorribes Tormo                                 | 6-3, 3-6, 6-3                                       |
| 2019  | 60 000 $+H  | Wang Xiyu                                           | Dalma Gálfi                                         | 4-6, 6-3, 6-2                                       |
| 2020  | 80 000 $+H  | Tournoi annulé en raison de la pandémie de Covid-19 | Tournoi annulé en raison de la pandémie de Covid-19 | Tournoi annulé en raison de la pandémie de Covid-19 |
| 2021  | 60 000 $    | Irina Khromacheva                                   | Arantxa Rus                                         | 6-4, 1-6, 7-68                                      |
| 2022  | 100 000 $+H | Wang Xinyu                                          | Erika Andreeva                                      | 3-6, 7-6, 6-0                                       |

### Double (ITF)
Liste des paires de double ayant remporté le tournoi par année :
- 2016 :  Irene Burillo Escorihuela /  Ksenija Sharifova
- 2017 :  Olesya Pervushina /  Valeriya Strakhova
- 2018 :  Jamie Loeb /  Ana Sofia Sanchez
- 2019 :  Arina Rodionova /  Storm Sanders
- 2020 : Tournoi annulé
- 2021 :  Valentina Ivakhnenko /  Andreea Prisacariu
- 2022 :  Victoria Jiménez Kasintseva /  Renata Zarazúa

### Simple (WTA)
| No | Date       | Nom et lieu du tournoi                                    | Catégorie | Dotation  | Surface      | Vainqueure        | Finaliste       | Score         |         |
| -- | ---------- | --------------------------------------------------------- | --------- | --------- | ------------ | ----------------- | --------------- | ------------- | ------- |
| 1  | 05-06-2023 | Open Internacional Femeni Solgironès, La Bisbal d'Empordà | WTA 125   | 115 000 $ | Terre (ext.) | Arantxa Rus       | Panna Udvardy   | 7-62, 6-3     | Tableau |
| 2  | 01-04-2024 | Open Internacional Femeni Solgironès, La Bisbal d'Empordà | WTA 125   | 115 000 $ | Terre (ext.) | María Carlé       | Rebeka Masarova | 3-6, 6-1, 6-2 | Tableau |
| 3  | 31-03-2025 | Open Internacional Femeni Solgironès, La Bisbal d'Empordà | WTA 125   | 115 000 $ | Terre (ext.) | Darja Semenistaja | Dalma Gálfi     | 5-7, 6-0, 6-4 | Tableau |

### Double (WTA)
| No | Date       | Nom et lieu du tournoi                                   | Catégorie | Dotation  | Surface      | Vainqueures                      | Finalistes                        | Score     |         |
| -- | ---------- | -------------------------------------------------------- | --------- | --------- | ------------ | -------------------------------- | --------------------------------- | --------- | ------- |
| 1  | 05-06-2023 | Open Internacional Femeni Solgironès La Bisbal d'Empordà | WTA 125   | 115 000 $ | Terre (ext.) | Caroline Dolehide Diana Shnaider | Aliona Bolsova Rebeka Masarova    | 7-65, 6-3 | Tableau |
| 2  | 01-04-2024 | Open Internacional Femeni Solgironès La Bisbal d'Empordà | WTA 125   | 115 000 $ | Terre (ext.) | Miriam Kolodziejová Anna Sisková | Tímea Babos Dalma Gálfi           | Forfait   | Tableau |
| 3  | 31-03-2025 | Open Internacional Femeni Solgironès La Bisbal d'Empordà | WTA 125   | 115 000 $ | Terre (ext.) | Magali Kempen Anna Sisková       | Darja Semeņistaja Nina Stojanović | 7-61, 6-1 | Tableau |